# 中国工会与中国共产党的关系
在中国历史上，中国工会与中国共产党是被领导与领导的关系。总的来说，尽管在中国共产党领导建立工会伊始，就明确了党和工会的区别，强调工会的独立性。认为党对工会的领导是政治领导，工会不是党的附属机关，但是从历史的发展和现实状况看，党包办工会工作问题始终存在着。
中国最早的真正意义上的工会就是由中国共产党领导建立的，建国以来到改革开放之前，过度强调党对工会的领导，以至于工会失去了组织活动的自主权，成为了党的“工作队”，文化大革命时“踢开党委闹革命”，各地工会被帮派组织“工代会”取代，尽管表面上工人当家作主，却造成了社会秩序的混乱。改革开放以来，一度放松了党对工会的控制，但政治动乱后，党再一次加强了对工会的控制，官方工会在对政党的过度依附中，失去了独立性和群众基础，「空壳化」现象越来越普遍，一些非政府的劳工组织反而成为了维护工人权利的中坚力量。

## 早期关系
中国工会思想发端于1840年鸦片战争之后，从鸦片战争到五四运动近80年间，中国工人阶级在反抗压迫和剥削的过程中不断发展壮大，并逐渐由散漫的个体斗争走向联合斗争，这一阶段出现了最初的工会，既有工人自发组织的产业工会，后来又出现了孙中山领导的同盟会、国民党和中華革命党所领导和影响的工会。
但是，真正意义上的中国工会，是伴随着中国共产党诞生而产生的。中国共产党从建立时起就宣稱代表了工人阶级的利益，1920年11月中国共产党领导的第一个工会——上海机器工会宣告成立，之后相继领导建立了长辛店工人俱乐部和安源工人俱乐部。为加强工会组织建设，中共一大后不久成立了中国劳动组合书记部。在1925年5月1日第二次全国劳动大会上，正式成立了中华全国总工会。 在这一阶段，中国共产党及其领导下的工会运动完成了民主革命的历史人物，实现了建设由工人阶级当家作主的社会主义新中国的奋斗目标。

## 建国后发展
中華人民共和國建立初期，中国工会的主要任务在于“在中国共产党的领导下，联系并教育工人群众，团结各阶层人民，积极完成国家建设计划，并在发展生产的基础上逐步改善工人阶级和全体劳动人民的物质文化生活”。在这一时期，党内出现了关于工会的职责是组织工人开展生产竞赛还是代表和维护工人阶级的利益的争论。
1957年整风反右斗争后，工会在接受党的领导问题上的观点是：在政治上、组织上、业务上完全服从党的统一领导；把党的中心任务作为自己的中心任务，集中力量积极投入党的中心运动，努力完成党交办的各项任务。而在工会的工作中有时陷入极端，过度地执行党的决议使工会一定程度上脱离了群众。过度强调党的领导，强调工会在发展生产，维护国家利益上的作用，否认工会维护职工物质利益和民主权利上的作用，使得工会组织失去应有的独立性，很大程度上成为党和行政的附属物，形成了党政群不分的现象。
文革期间，各地工人“踢开党委闹革命”，工会被帮派组织“工代会”取代，工会组织和系统瘫痪。
改革开放以来，1988年中国工会第十一次全国代表大会提出工会是独立的社会团体，不能在组织关系上隶属于任何一个部门，标志着工会从党政不分的政治体制，向党的领导下的独立自主的转变。然而，1998年工会第十八次代表大会以及2003年第十四次全国代表大会又再次提出，“工会工作是党的全局工作的一部分，历来是为党的中心任务服务的”，中国工会又一次向隶属于党的职能部门发展。
近年来，在工会与执政党保持高度一致的過程中，它离工人群众的诉求也越来越远。中华全国总工会作为中国境内唯一官方性质的全国性工会，在维护其会员利益，解决企业与工人的劳资纠纷方面已经显得力不从心，当出现了劳资纠纷，工人的普遍反映并不是向工会寻求帮助，工会在处理劳资纠纷时，常常表现出第三方的角色置身于劳资纠纷之外，失去了工会本应有的作用——为工人争取权利，“空壳化工会”已成为普遍现象，工會的力量被中共閹割，成為黨領導組織的一部分。在这种情况下，一些非政府的民间组织反而成为了工人维护工人权利，组织罢工运动中的中坚力量。